# Phuket (città)
La città di Phuket (in lingua e alfabeto thai: เทศบาลนครภูเก็ต, RTGS: thesaban nakhon Phuket) è una delle città maggiori (thesaban nakhon) della Thailandia. Il territorio comunale occupa una parte del distretto di Mueang Phuket, che è capoluogo della Provincia di Phuket, nel gruppo regionale della Thailandia del Sud. In città, che è il più grande centro abitato dell'isola di Phuket, hanno sede il governo provinciale, distrettuale e comunale.

## Nome
Nel XIX secolo si intensificarono le estrazioni di stagno nella zona montuosa sud-orientale dell'isola. La città, che a quel tempo era un piccolo villaggio chiamato Tha Ruea con un porto destinato all'esportazione del metallo, si sviluppò sensibilmente con l'arrivo di molti immigrati e fu chiamata Bukit, termine malese che significa montagna. In seguito i thai storpiarono questo nome in Phuket. La ristrutturazione amministrativa di fine Ottocento di re Rama V tolse il potere al raja locale, insediato a Thalang, e fece della città di Phuket la sede del governatore, nominato da Bangkok; negli anni successivi l'intera isola prese il nome Phuket.

## Geografia fisica

### Territorio
La città è situata nella zona sud-est dell'isola e si affaccia su una piccola baia della costa del mare delle Andamane, nell'Oceano Indiano. È suddivisa nei due sottodistretti (tambon) di Talad Yai e Talad Nuea.

### Clima
La temperatura media mensile massima è di 34° e si ha a marzo, durante la stagione secca, con picchi di 38°, mentre la media mensile minima è di 24° e si registra a dicembre, nella stagione fresca, con picchi di 18°. La media massima mensile delle precipitazioni piovose è di 320,1 mm in ottobre, nella stagione delle piogge, con un picco giornaliero di 180,7 mm in ottobre. La media minima mensile è di 23,9 mm in febbraio.

## Storia
Agli inizi del XIX secolo il maggior centro abitato dell'isola era Thalang e quella che è oggi la città di Phuket era un villaggio portuale che si era sviluppato con il commercio dello stagno estratto nella zona. Tra i minatori molti furono gli immigrati portoghesi e cinesi, e le case più vecchie della città sono costruite in uno stile architettonico definito sino-portoghese. Durante una delle grandi invasioni birmane di Phuket a cavallo del 1800, Tha Ruea, come era chiamata a quel tempo, fu distrutta dagli invasori nel 1809.
Nel 1850 ricevette lo status di cittadina e la sua popolazione si ingrandì con l'arrivo di immigranti e di residenti provenienti da altre zone dell'isola. Nel 1902 divenne capoluogo del monthon (suddivisione amministrativa precedente all'introduzione delle province) di Phuket e l'uomo d'affari sino-thailandese Phraya Ratsada Korsimbi fu nominato governatore, dopo che aveva contribuito allo sviluppo della città. La rivoluzione siamese del 1932 costrinse il re a concedere la monarchia costituzionale, nel 1933 il monthon di Phuket fu di conseguenza dissolto e sostituito dalla provincia di Phuket. Il 13 febbraio 2004, Phuket è stata elevata al rango di città maggiore (thesaban nakorn). Il 26 dicembre 2004 fu uno dei centri abitati dell'isola affacciati sul mare meno colpiti dal maremoto dell'Oceano Indiano.

## Economia
L'economia cittadina si è basata a lungo sui proventi del commercio dello stagno e si è diversificata verso la fine del XX secolo, quando il prezzo dello stagno nei mercati internazionali si dimezzò. Nel periodo successivo si è incentrata sui riflessi delle entrate derivanti dal turismo nelle varie spiagge della provincia, che in quegli anni ebbe un'enorme crescita.

## Infrastrutture e trasporti

### Aeroporto
Da diversi anni l'isola è raggiungibile sia da Bangkok sia direttamente dall'estero con voli diretti all'Aeroporto Internazionale di Phuket, che si trova nel nord-ovest dell'isola, a 33 km dalla città. Il trasporto tra la città e l'aeroporto è fornito da taxi, minibus privati e dall'Airport Bus pubblico.

### Stazioni degli autobus
La città di Phuket è servita dalle seguenti stazioni degli autobus:
- Il Phuket Bus Terminal 1 è la vecchia stazione cittadina. Si trova in centro città nei pressi della strada Phangnga ed è riservato ai minibus che la collegano a importanti destinazioni nazionali.
- Il più recente Phuket Bus Terminal 2 è situato lungo la strada Thepkasattri, circa 5 km a nord del centro cittadino. È riservato agli autobus a lunga percorrenza che collegano Phuket a importanti destinazioni nazionali.
- La stazione degli autobus locali si trova nella centrale strada Ranong; vi transitano autobus e songthaew per i trasporti provinciali.

## Galleria d'immagini

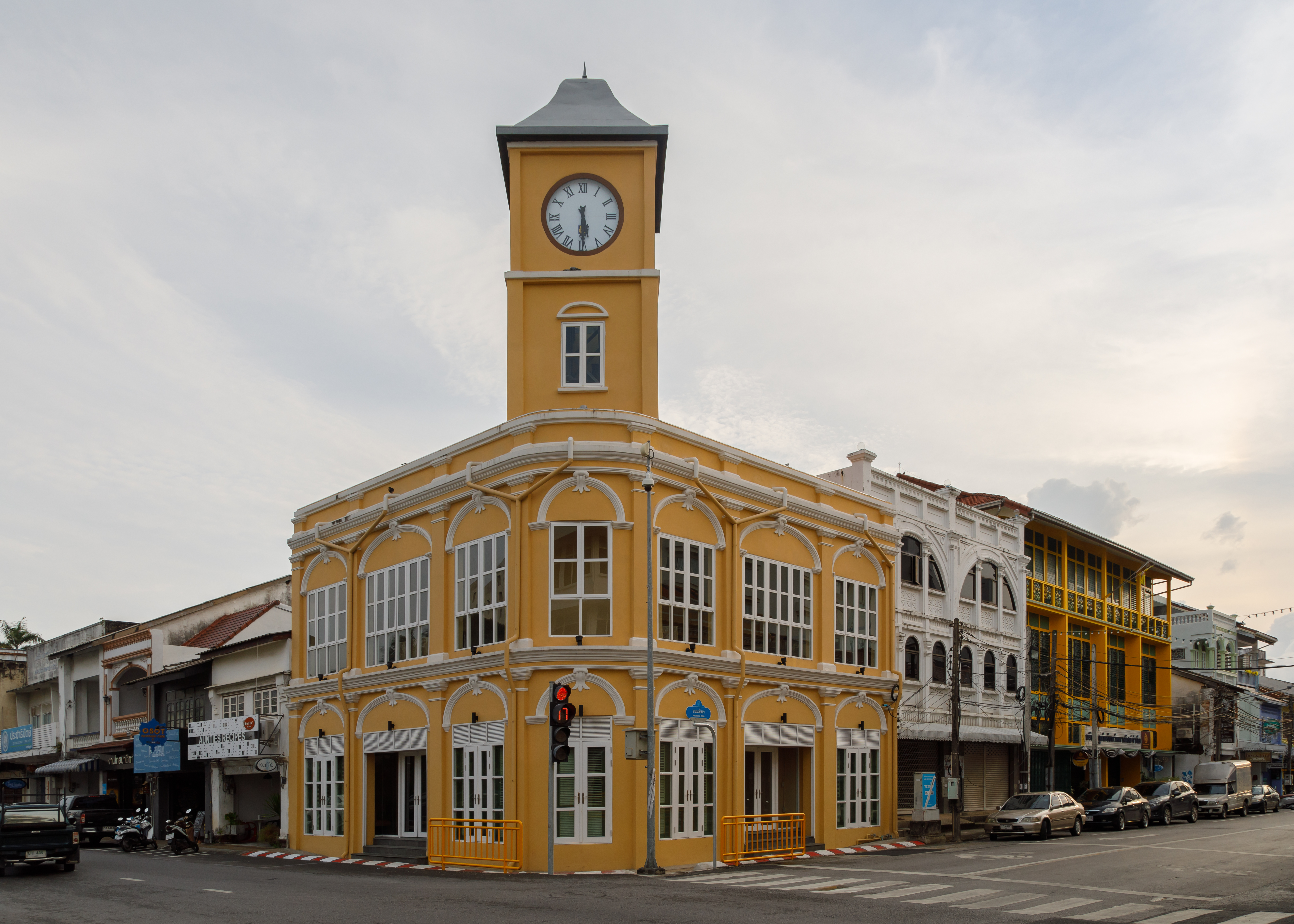
Torre dell'orologio
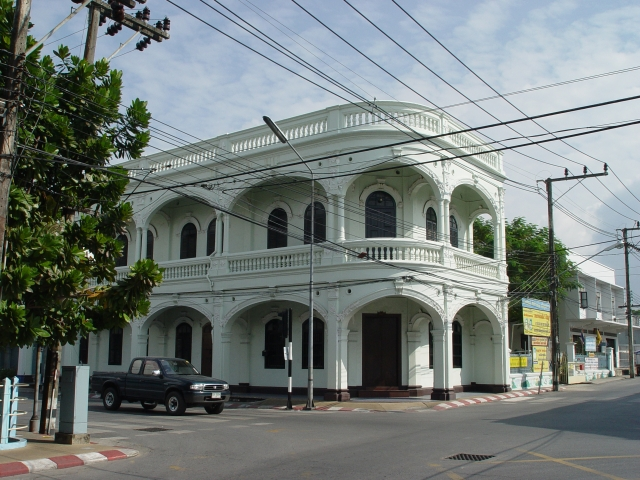
Architettura coloniale portoghese
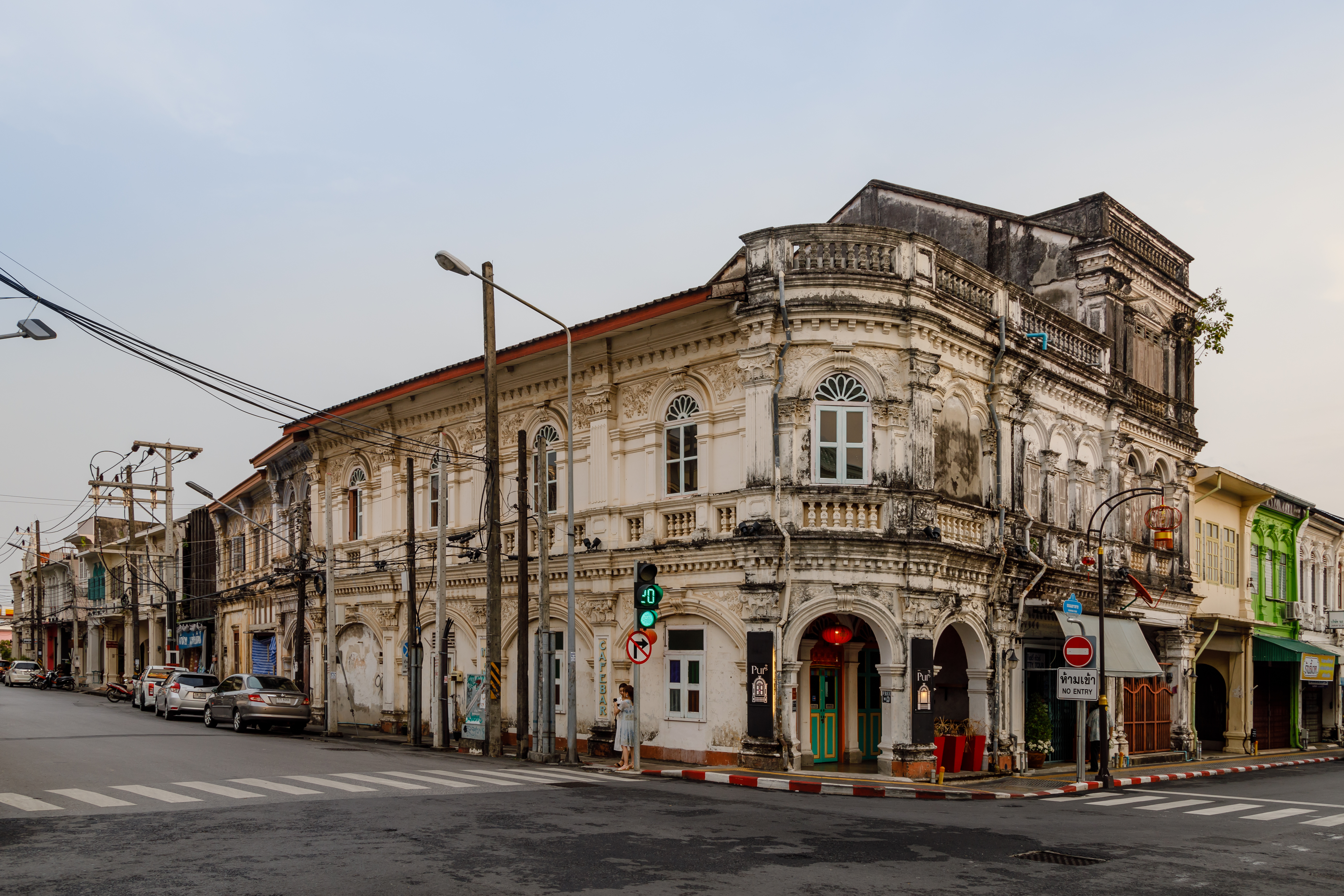
Vecchia casa all'incrocio Dibuk Road / Yaowarat Road